# رويال أوك (محطة مترو أنفاق لندن)
رويال أوك (بالإنجليزية: Royal Oak)‏ هي إحدى محطات مترو أنفاق لندن. تقع على خط هامرسميث وسيتي أفتتحت في المنطقة (Zone) رقم 2 أفتتحت في 4 يونيو 1838، 30 أكتوبر 1871.